# Черданцево
Черданцево — село в Сысертском районе Свердловской области России. Входит в Сысертский муниципальный округ.
Ранее было центром Черданского сельсовета Сысертского района.

## География

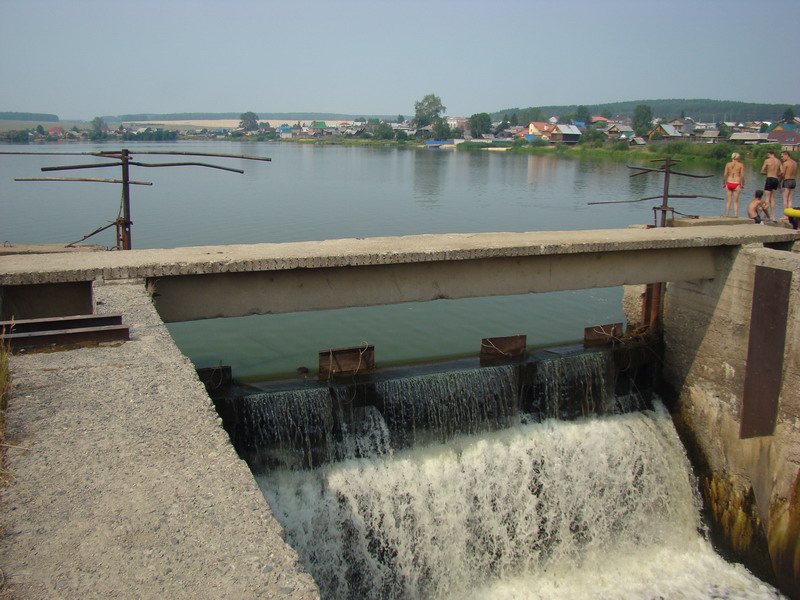
Плотина на реке Сысерти в селе

Черданцево расположено по берегам Черданского пруда и реки Сысерти. Село находится к юго-востоку от Екатеринбурга, в 14 километрах (по автодорогам в 15 километрах) к северо-северо-востоку от города Сысерти и в 1,5 километрах села Кадниково по реке. Ниже плотины пруда, на правом берегу реки Сысерти, располагается геоморфологический и ботанический памятник природы — скала Красная Горка. Вокруг села по берегам рек расположены лагеря и базы отдыха. Климат благоприятствует здоровью жителей. Почва глинистая и каменистая; пашни гористые, изрезаны оврагами, для земледелия неудобны.

## История села
Селение Черданцево было основано в 1707 году и названо по фамилии первого поселенца Чердынцева на землях Арамильской слободы. Первопоселенцы были государственными крестьянами, выходцами из ближайших сел.
Первоначально село входило в Тобольскую губернию. После губернской реформы Екатерины II село перешло к Пермской губернии.
В 1872 году построена первая паровая мельница фермера Макара Дугина.
В 1879 году в селе была открыта земская школа.
В 1887—1889 гг. Черданцево посещал писатель Д. И. Мамин-Сибиряк с археологом Рыжниковым, вместе с которым участвовали в археологической экспедиции к Карасьему озеру.
В 1900-х годах население села занималось земледелием, а в зимнее время перевозкой железа из сысертских заводов в Екатеринбург и на железнодорожную станцию Мраморскую. Кадниковский железный рудник был закрыт в 1914 году. Это привело к массовому увольнению занятых на работе жителей села и окрестных сёл.
В 1914—1915 годах — закладка и открытие паровой мельницы и открытие кооперативной лавки в Черданцево (владелец — купец 1-й гильдии Семен Ситников). Здание старой мельницы сгорело в 1982 году.
В 1992 году распался совхоз «Кадниковский». Вместо него создано подсобное хозяйство «Черданское» ООО «Уралтрансгаза». В 1998-м году подсобное хозяйство преобразовано в ООО агрофирма «Черданская».

## Население
| 2002 | 2010 | 2021 |
| ---- | ---- | ---- |
| 509  | ↗586 | ↘481 |

Структура
По данным Всероссийской переписи населения 2002 года, русские составляли 88 % от общего числа жителей Черданцева, татары — 7 %. По данным переписи населения 2010 года, в селе проживали 272 мужчины и 314 женщин.

## Владимиро-Богородицкая церковь
До 1868 года селение входило в состав прихода Свято-Троицкой церкви Арамильского села.
19 августа 1861 года в селе была заложена каменная двухпрестольная церковь по благословению Неофита, архиепископа Пермского и Верхотурского. Церковь была построена в 1867 году на средства прихожан и пожертвования посторонних лиц и была освящена преосвященным Вассианом 23 июня 1868 года. В начале XX века в церкви имелся четырёхъярусный иконостас, окрашенный красной краской; колонны и резьба были золочёные. В начале XX века церкви принадлежали два деревянных дома, в которых жили члены причта. В 1915 году был пристроен левый придел. Церковь была закрыта в 1938 году, в здании размещался дом культуры.
В 1937 году священник храма Пётр Стефанович Трофимов был арестован вместе с активными прихожанами и приговорён к десяти годам лагерей. В 1970-е годы здание церкви было отдано под помещение сельского клуба. Сверху были установлены плиты перекрытия, а с северной стороны была пристроена кинобудка. В 2005 году храм вернули вновь образовавшейся православной общине села.